# فيليب شورت
فيليب شورت (بالإنجليزية: Philip Short)‏ هو كاتب سير وصحفي وكاتب بريطاني، ولد في 17 أبريل 1945 في برستل في المملكة المتحدة.